# Siège de Thionville (1643)
Pour les articles homonymes, voir Siège de Thionville.
guerre de Trente Ans
Le siège de Thionville, qui a lieu du 16 juin au 8 août 1643 pendant la guerre de Trente Ans, oppose l'armée française de Louis II de Bourbon-Condé, duc d'Enghien et futur prince de Condé, au service du roi Louis XIV, à la garnison de Thionville au service du roi Philippe IV. Elle s'achève par la victoire des troupes françaises.
Cet épisode survient quelques semaines après la victoire remportée par le duc d'Enghien à Rocroi le 19 mai, cinq jours après la mort du roi Louis XIII.

## Contexte
Thionville est alors une ville et place forte du duché de Luxembourg, fief du Saint-Empire romain germanique, mais en la possession des rois d'Espagne de la maison de Habsbourg (descendants de l'empereur Charles Quint), faisant donc partie de ce qu'on appelle « Pays-Bas espagnols ».
À la suite de la victoire de Rocroi, le duc d'Enghien (futur « Grand Condé ») vient mettre le siège devant Thionville, la plus importante forteresse de la frontière sud des Pays-Bas espagnols, après avoir demandé (ou plutôt exigé) et obtenu l'autorisation du gouvernement d'Anne d'Autriche et Mazarin.
De Rocroi, Enghien ordonne au marquis de Gesvres, qui commande un corps d'armée en Champagne, de se porter sous les murs de Thionville aussi vite que possible. Ce général y arrive le 16 juin et le surlendemain, Enghien le rejoint, alors que l'investissement est déjà commencé.

## Forces en présence

### Troupes espagnoles
La place de Thionville est défendue par une garnison de 2 800 hommes, auxquels s'ajoute une bourgeoisie familiarisée avec l'usage des armes et qui n'a pas perdu ses goûts militaires.

### Troupes  françaises
L'armée française est de 50 000 hommes, avec pour principaux chefs : le marquis de Gesvres ; Jean de Gassion ; Claude Letouf de Pradines, baron de Sirot ; César, marquis d'Aumont ; d'Espénan ; Gaspard de Coligny, marquis d'Andelot ; Philippe de Clerembaut, comte de Palluau ; Claude-Alphonse de Brichanteau, marquis de Nangis,.
Le chevalier de la Valière était maréchal de bataille, de La Plante faisait les fonctions d'ingénieur principal. Courteilles, élève du chevalier de Ville, employa à Thionville comme il l'avait fait à Hesdin, son pont de fascinage pour le passage du fossé. Enfin, l'ingénieur de La Pomme dirigea les mines.
- Régiment de Gramont-liégeois
- Régiment de Grancey
- Régiment de La Marine
- Régiment de Picardie

## Le siège
Le premier investissement date du 16 juin. 
Le 18 juillet, les régiments de Picardie, de La Marine et de Gramont-liégeois prirent la contrescarpe.
Plus tard, une brèche considérable étant ouverte et deux autres moins praticables, la tranchée touchant le corps de la place, les bastions étant minés, Enghien fit prévenir les Espagnols de leur véritable situation sur laquelle ils s'aveuglaient : une prompte capitulation pouvait seule empêcher la ruine complète de la ville, la perte de ses derniers défenseurs, enfin, les malheurs qui sont la suite d'un assaut et d'une occupation de vive force.
Les assiégés ne s'en rapportèrent pas à cet avertissement, dicté par le cœur magnanime d'un Bourbon ; ils voulurent visiter les mines et Enghien y consentit. Convaincus par leurs propres yeux, se voyant sans espoir d'être secourus, ils demandèrent à capituler, c'est alors que d'honorables conditions leur furent accordées le 8 août.
À la fin du siège, la garnison thionvilloise était réduite à 1 200 combattants, soit une perte de 1 600 personnes. D'autre part un boulet frappa le gouverneur sur la brèche et le maire de la ville fut tué d'un coup de mousquet. La capitulation accordée par Enghien est signée le 8 août par celui-ci et par Dorio, devenu commandant après la mort du gouverneur. Thionville fut, dit Bossuet, le digne prix de la bataille de Rocroi.

## Conséquences
La ville, dans une grande partie de son étendue, n'était qu'un amas de ruines, peu de maisons étaient exemptes des atteintes du feu des assaillants. Les rues étaient obstruées par des décombres, par des poutres à demi-consumées, arrachées des maisons incendiées. Sur un front entier de la place, des brèches prouvaient la vigueur de l'attaque et l'ardeur de la défense. Le siège de 1792 n'a pas laissé de pareilles traces. Il fut stipulé que toute la garnison présente dans Thionville, devra en sortir précisément et au plus tard le lundi 10 aout, à l’heure de midi et pour cet effet il lui sera fourni par sadite Altesse ledit jour de Lundi à quatre heures du matin, deux cents charrettes pour emporter les blessés de ladite garnison, malades, soldats et bagages.
Pour assurer la tranquillité de sa conquête, le duc d'Enghien alla prendre Sierck, petite ville située sur la rive droite de la Moselle au nord-est de Thionville. Cependant Sierck ne dépendait pas des Espagnols, mais du duc de Lorraine Charles IV, qui était depuis longtemps un ennemi de la France.
Le colonel de cavalerie Antoine-Joachim, baron de Marolles, fut institué gouverneur de Thionville par Enghien. Ce fait fut confirmé par la cour et il en remplit les fonctions jusqu'en 1655,.